# 국도 제22호선 (일본)
국도 제22호선(일본어: 国道22号)은 일본 아이치현 나고야시 아쓰타구와 기후현 기후시를 잇는 총 연장 37.0km의 일본의 일반 국도이다.

## 주요 경유지
- 아이치현
  - 나고야시 (아쓰타구 - 나카구 - 니시구) - 기요스시 - 기타나고야시 - 이치노미야시

- 기후현
  - 하시마군 (가사마쓰정 - 기난정) - 기후시

## 사진

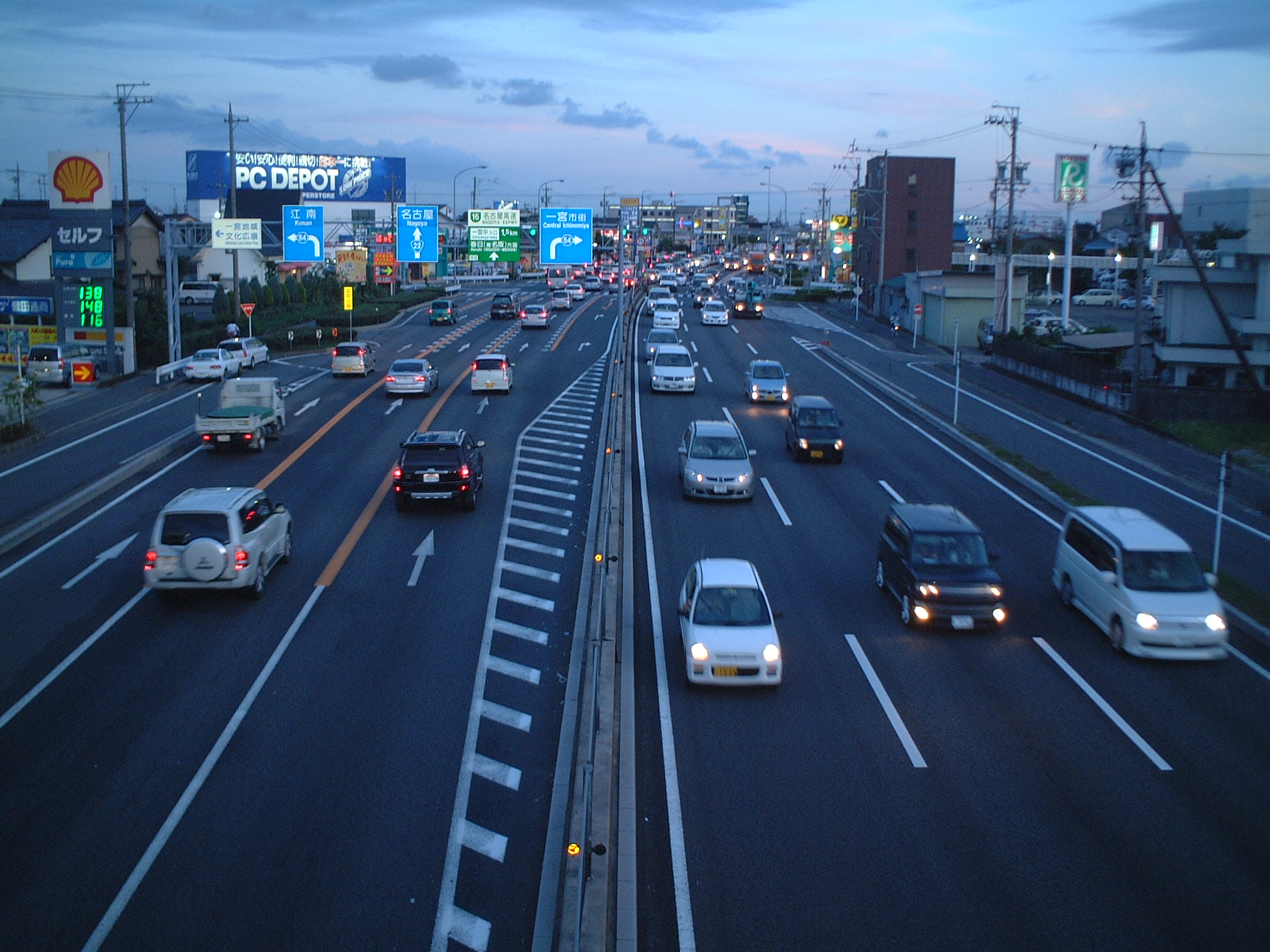
一宮市両郷町